# Maria Georgatou
Maria Georgatou (grekiska: Μαρία Γεωργάτου), född den 10 maj 1984 i Aten, Grekland, är en grekisk gymnast.
Hon tog OS-brons i rytmisk gymnastik för trupper i samband med de olympiska gymnastiktävlingarna 2000 i Sydney.